# الکساندر وینسنت (بازیکن فوتبال)
الکساندر وینسنت (انگلیسی: Alexandre Vincent؛ زادهٔ ۲۵ آوریل ۱۹۹۴) بازیکن فوتبال اهل فرانسه است.
از باشگاه‌هایی که در آن بازی کرده‌است می‌توان به باشگاه فوتبال اوسر اشاره کرد.